# Ceresium longicorne
Ceresium longicorne là một loài bọ cánh cứng trong họ Cerambycidae.